# Haas VF-17
O Haas VF-17 é o modelo de carro de corrida construído pela equipe Haas F1 Team para a disputa da temporada de Fórmula 1 de 2017, pilotado por Romain Grosjean e Kevin Magnussen.
O lançamento do carro ocorreu em 26 de fevereiro.

## Raio X
O primeiro ano da equipe, em 2016, começou animador. Mas, depois, os carros da escuderia americana sofreram com falhas nos freios. Os testes de 2017 mostraram que o segundo ano ainda será de evolução, com o time lutando para não ficar na lanterna.

## Estatísticas
| Romain Grosjean | X              | Kevin Magnussen |
| 28              | Pontos         | 19              |
| 0               | Vitórias       | 0               |
| 0               | Pole Positions | 0               |
| 0               | Volta Rápida   | 0               |
| 0               | Pódios         | 0               |
| 3               | Abandonos      | 5               |